# 壘打數
棒球统计中，壘打數（英語：total bases，简称TB）指一个球员安打获得的垒数。壘打數是一个加权总和，一壘打权为1，二壘打权为2，三壘打权为3，全壘打权为4。

## 計算方法
壘打數 = 一壘打 + 二壘打 × 2 + 三壘打 × 3 + 全壘打 × 4 = 安打 + 二壘打 + 三壘打 × 2 + 全壘打 × 3
壘打數通常被用於長打率的計算（壘打數/打數），相較於安打數和打擊率，壘打數及長打率更能看出一個打擊手攻擊時的破壞能力。